# 花宗站
花宗站（日语：／ Hanamune eki */?）是位於福岡縣筑後市大字長濱，日本國有鐵道（國鐵）矢部線的鐵路車站（廢站）。
此站是在筑後市的東端，在矢部線開通後13年的1958年（昭和33年）2月1日，在長濱地區居民的請願下而開設此站。

## 歷史
- 1958年（昭和33年）2月1日：車站啟用[1]。當時為客運車站[1]。
- 1985年（昭和60年）4月1日：隨著矢部線全線被廢除，此站也被廢除[1]。

## 車站構造
此站為無人車站，設有1面1線的單式月台。此站沒有站舍，於月台上設有候車處。

## 現狀
現時，月台和路軌已被撤去，遺址變為道路。  

## 相鄰車站
日本國有鐵道（國鐵）
矢部線
羽犬塚－花宗－鵜池

## 注腳
1. 1 2 3 4 5  石野哲 (编).  初版. JTB. 1998-10-01: 700. ISBN 978-4-533-02980-6 （日语）.

## 相關項目
- 日本鐵路車站列表 Ha